# Agorius semirufus
Agorius semirufus là một loài nhện trong họ Salticidae.
Loài này thuộc chi Agorius. Agorius semirufus được Eugène Simon miêu tả năm 1901.